# Baeckea corymbulosa
Baeckea corymbulosa är en myrtenväxtart som beskrevs av George Bentham. Baeckea corymbulosa ingår i släktet Baeckea och familjen myrtenväxter. Inga underarter finns listade i Catalogue of Life.